# 5-я гвардейская танковая армия
5-я гварде́йская та́нковая а́рмия — гвардейское оперативное общевойсковое объединение (танковая армия) Рабоче-крестьянской Красной армии, участвовавшее во многих известных сражениях Великой Отечественной войны.
Сокращённое действительное наименование формирования, применяемое в рабочих документах — 5 гв. ТА.

## История
Гвардейская танковая армия с войсковым № 5 сформирована 25 февраля 1943 года на основании директивы Генерального штаба, от 10 февраля 1943 года, в резерве Ставки ВГК. В неё вошли управление, 3-й гвардейский и 29-й танковые корпуса, 5-й гвардейский механизированный корпус, 994-й легкобомбардировочный авиационный полк, артиллерийские, другие соединения и части.
Основные формирования танковой армии менялись на всём протяжении её существования. Как правило, в её состав входили два или более гвардейских танковых корпуса и один или более гвардейских механизированных корпусов.
Согласно военной доктрине Красной армии ВС Союза ССР того времени, основная роль танковых армий состояла в развитии успеха крупных наступательных операций. При прорыве вражеской линии обороны (обычно ударной или комбинированной армией), танковая армия устремлялась в этот прорыв, атакуя тыловые подразделения и центральные узлы связи, тем самым, нарушая взаимодействие вражеских войск. Расстояния, покрываемые танковой армией, предполагались быть несколько сотен километров.
В 1943 году объединение сыграло значительную роль в Курской битве, приняв участие во встречном сражении у Прохоровки. В этот период гвардейская танковая армия была в подчинении Степного фронта с общим приблизительным количеством танков в 850 единиц.
После поражения вооружённых сил нацистской Германии в Курской битве началось общее наступление восьми армий советских войск по центру фронта. В этот момент армия состояла из передового отряда армии (командир подполковник Василий Андреевич Докудовский), 5-го гвардейского механизированного Зимовниковского корпуса (командир генерал-майор Борис Михайлович Скворцов) и 18-го танкового корпуса (командир полковник Александр Васильевич Егоров (военный).
16 августа 1943 года при освобождении Харькова от немецкой оккупации командующий Степным фронтом И. С. Конев поставил задачу Пятой гвардейской танковой армии (командир Павел Ротмистров), находившейся в тот момент в Дергачёвском районе, совместно с 53-й армией окружить немецкую Харьковскую группировку с юго-запада: ударом через Гавриловку-Коротич-Рай-Еленовку на Покотиловку соединиться с наступавшей с северо-востока из района Кутузовки через Кулиничи-Основу-Жихарь 7-й гвардейской армией и с наступавшей с востока с ХТЗ через Хролы-Безлюдовку-Хорошево 57-й армией в районе Высокий-Карачёвка-Бабаи, замкнув кольцо. Данная задача окружения до 30 августа не была выполнена: 7-я армия не освободила в намеченный срок Основу, а 5-я танковая, потеряв несколько сотен танков, до 29 августа не смогла освободить «ключ к Харькову» Коротич (за который разгорелись основные бои) и где по высотам от Песочина до Люботина проходила немецкая оборона. 5-я танковая и 53-я армии освободили Коротич после девяти дней упорнейших боёв 29 августа, на седьмой день после освобождения самого Харькова, когда окружать в Харькове было уже некого.
Командующий Степным фронтом И. С. Конев отдал 5-й гвардейской танковой армии приказ утром 21 августа «начать решительное и энергичное наступление в общем направлении на Коротич — Бабаи и окружить с юга Харьковскую группировку противника. После чего частью сил овладеть переправами на реке Мерефа в районе Буды — Мерефа.»
Только за один день 21 августа 1943 года в данном наступлении 5-я гвардейская танковая армия в боях за Коротич потеряла 75 танков (70 Т-34 и 5 Т-70).
24 августа из-за непрерывных боёв в частях 5-й гвардейской танковой армии остались боеготовыми 78 танков Т-34 и 25 Т-70.
29 августа, на девятый день непрырывных боёв, в армии осталось всего 50 танков (большая часть использовалась как неподвижные огневые точки), менее 50 % артиллерии и 10 % мотопехоты. Получив 16 августа приказ комфронтом на наступление на Покотиловку-Бабаи, а позднее и на Мерефу, 5-я ТА упёрлась в посёлок Коротич, который смогла взять только 29-го, потеряв большую часть техники и половину артиллерии.
Потери 5-я гв. танковой армии за операцию «Полководец Румянцев», по советским данным, составили: безвозвратно — 324 танка, подбитыми — 110.
В начале 1944 года армия приняла участие в Корсунь-Шевченковской операции.
Весной 1944 года принимала участие, в составе 2-го Украинского фронта, в Уманско-Ботошанской операции.
В июне 1944 года 5-я гвардейская танковая армия была использована в качестве основного объединения для развития успеха во время летнего наступления советских войск в ходе операции «Багратион». Формирование было введено в наступление после прорыва вражеской обороны стрелковыми дивизиями 11-й гвардейской армии, в ходе чего завершило окружение Минска и освободило город. Далее армия приняла участие в операции по освобождению Вильнюса. Большие потери в этой операции, однако, привели к тому, что командующий армией маршал бронетанковых войск Павел Ротмистров был освобождён от должности и заменён Василием Вольским.
Осенью 1944 года, в ходе наступления советских войск в Прибалтике, 5-я гвардейская танковая армия была использована против 3-й немецкой танковой армии, результатом чего стало окружение немецких войск в районе Мемеля.
В начале 1945 года армия в составе 2-го Белорусского фронта (далее 3-го Белорусского фронта) приняла участие в Восточно-Прусской операции. В ходе своего продвижения по направлению к Эльбингу армия отсекла немецкие войска, оборонявшиеся в Восточной Пруссии, от основных сил вермахта, образовав т. н. «хайлигенбайльский котёл».
С конца войны и до распада Советского Союза 5-я гвардейская танковая армия дислоцировалась в Белорусском военном округе.

## Состав

### 1943 год
В 1943 году армия включала в себя:
- управление (командование, службы, отделы, отделения, штаб и так далее);
- 2-й танковый корпус (командир — генерал-майор т/в Алексей Фёдорович Попов);
- 10-й танковый корпус (командир — генерал-лейтенант т/в Бурков Василий Герасимович);
- 18-й танковый корпус (командир — генерал-майор т/в Борис Сергеевич Бахаров);
  - 110-я танковая бригада (командир — полковник Иван Михайлович Колесников);
  - 170-я танковая бригада (командир — подполковник Василий Дмитриевич Тарасов);
  - 181-я танковая бригада (командир — подполковник Вячеслав Алексеевич Пузырёв);
  - 32-я мотострелковая бригада (командир — полковник Михаил Емельянович Хватов, до 28 июня 1943 и. о. комбрига был его начальник штаба подполковник Илья Александрович Стуков);
- 29-й танковый корпус (командир — генерал-майор т/в Фёдор Георгиевич Аникушкин);
- 5-й гвардейский Зимовниковский механизированный корпус (командир — генерал-майор т/в Борис Михайлович Скворцов);
- 76-й гвардейский миномётный Знаменский ордена Александра Невского полк (76гмп, командир — подполковник Семенов Семен Иванович);
- 36-й танковый полк прорыва
- 29-й отдельный разведывательный батальон (29орб)
- 78-й отдельный мотоциклетный батальон (78омцб)
- 115-й отдельный сапёрный батальон (115осапб)
- 292-й миномётный полк (292минп)
- 4-й отдельный Корсунский[8] полк связи[9]
- 419-й отдельный батальон связи (419обс)
- 1000-й истребительно-противотанковый артиллерийский полк (1000иптап)
- 1694-й зенитно-артиллерийский полк (1694зенап)
- ремонтные и иные тыловые службы корпуса

### Конец 1980-х гг.
- Управление командующего, штаб и 44-я отдельная рота охраны и обеспечения (г. Бобруйск);
- 8-я гвардейская танковая Краснознамённая дивизия (г. Марьина Горка)[α]
- 29-я танковая Знаменская ордена Ленина, Краснознамённая, ордена Суворова дивизия (г. Слуцк)[β]
- 193-я танковая Днепровская ордена Ленина Краснознамённая, орденов Суворова и Кутузова дивизия (г. Бобруйск)

Всего: 108 танков Т-72, 53 БМП (38 БМП-2, 15 БРМ-1К), 23 БТР-70, 12 РСЗО Град.
- 30-я гвардейская мотострелковая дивизия (Марьина Горка)[γ]

Всего: 130 танков Т-72, 254 БТР (64 БТР-70, 190 БТР-60), 51 БМП (36 БМП-2, 15 БРМ-1К), 48 САУ (36 2С1, 12 2С3), 36 орудий Д-30, 36 миномётов 2Б11, 12 РСЗО Град.
- 84-я мотострелковая дивизия кадра (г. Марьина Горка).
- 460-я ракетная бригада (г. Осиповичи (Цель));
- 56-я зенитная ракетная бригада (г. Слуцк);
- 302-я зенитная ракетная бригада (г. Марьина Горка (Пуховичи));
- 306-я пушечная артиллерийская бригада (Лапичи) (24 2С5 «Гиацинт», 24 2А65);
- 109-я бригада материального обеспечения (Марьина Горка (Пуховичи));
- 1025-й реактивный артиллерийский полк (г. Бобруйск);
- 40-й отдельный Корсуньский ордена Красной Звезды полк связи (г. Бобруйск);
- 13-я отдельная смешанная авиационная эскадрилья (г. Бобруйск) (3 Ми-8, 2 Ми-6);
- 279-я отдельная эскадрилья беспилотных средств разведки (п. Уречье);
- 913-й отдельный батальон РЭБ (г. Бобруйск);
- 544-й отдельный понтонно-мостовой батальон (г. Бобруйск);
- 1590-й отдельный инженерно-дорожный мостостроительный батальон (г. Бобруйск);
- 117-й отдельный ремонтно-восстановительный батальон (г. Бобруйск);
- 45-й отдельный радиотехнический батальон ПВО (г. Бобруйск);
- 177-й отдельный батальон химической защиты (г. Марьина Горка (Пуховичи));
- отдельный батальон засечки и разведки (г. Марьина Горка (Пуховичи));
- 638-й отдельный ремонтно-восстановительный батальон (г. Марьина Горка (Пуховичи));
- 1011-й отдельный десантно-штурмовой батальон (г. Марьина Горка (Пуховичи));
- 9-й отдельный батальон связи (г. Марьина Горка (Пуховичи));
- отдельный радиорелейно-кабельный батальон (г. Бобруйск);

## Командование

### Командующие
- Ротмистров, Павел Алексеевич (22.02.1943—08.08.1944), генерал-лейтенант танковых войск, генерал-полковник танковых войск, маршал бронетанковых войск
- Соломатин, Михаил Дмитриевич (09.08.1944—18.08.1944), генерал-лейтенант танковых войск
- Вольский, Василий Тимофеевич (19.08.1944—16.03.1945), генерал-лейтенант танковых войск, генерал-полковник танковых войск
- Синенко, Максим Денисович (16.03.1945—01.1946), генерал-майор танковых войск, генерал-лейтенант танковых войск
- Соломатин, Михаил Дмитриевич (01.1946—26.04.1946), генерал-полковник танковых войск
- Полубояров, Павел Павлович (27.04.1946—23.03.1949), генерал-лейтенант танковых войск
- Панов, Михаил Фёдорович (23.03.1949—17.09.1951), генерал-лейтенант танковых войск
- Катуков, Михаил Ефимович (17.09.1951—23.06.1955), генерал-полковник танковых войск
- Калиниченко, Пётр Иванович (23.06.1955—16.04.1958), генерал-майор танковых войск, генерал-лейтенант танковых войск
- Смирнов, Владимир Иванович (13.05.1958—07.05.1960), генерал-майор танковых войск, генерал-лейтенант танковых войск
- Куркоткин, Семён Константинович (07.05.1960—28.01.1965), генерал-майор танковых войск, генерал-лейтенант танковых войск
- Лихачёв, Борис Сергеевич (28.01.1965—13.11.1967), генерал-лейтенант танковых войск
- Магометов, Солтан Кеккезович (13.11.1967—02.12.1969), генерал-майор танковых войск, генерал-лейтенант танковых войск
- Зайцев, Михаил Митрофанович (02.12.1969—11.08.1972), генерал-майор танковых войск, генерал-лейтенант танковых войск
- Беликов, Валерий Александрович (11.08.1972—20.05.1974), генерал-майор танковых войск, генерал-лейтенант танковых войск
- Салтыков, Виталий Васильевич (03.06.1974—05.11.1976), генерал-майор, генерал-лейтенант
- Гашков, Иван Андреевич (05.11.1976—07.1979), генерал-лейтенант танковых войск
- Ледяев, Пётр Васильевич (07.1979—1982), генерал-майор танковых войск, генерал-лейтенант
- Хайдоров, Вячеслав Дмитриевич (1982—1984), генерал-майор, генерал-лейтенант
- Фурсин, Валерий Иванович (1984—1987), генерал-майор, генерал-лейтенант
- Ушаков, Анатолий Анатольевич (1987—1989), генерал-майор, генерал-лейтенант
- Лагошин, Валерий Владимирович (1989—02.05.1991), генерал-майор
- Румянцев, Станислав Степанович (03.05.1991—12.08.1992), генерал-лейтенант[13][14]

### Члены Военного совета
- гвардии генерал-майор танковых войск Гришин, Пётр Григорьевич, (20.04.1943 - 31.07.1945)
- гвардии полковник Захаренко, Илья Фёдорович, (13.05.1943 - 22.07.1943)
- гвардии полковник	Сыромолотный, Илья Константинович, (22.07.1943 - 09.05.1945)
- гвардии генерал-майор танковых войск Соколов, Иван Митрофанович (1950 — 1954)

### Заместители командующего
1-е заместители командующего
- гвардии генерал-майор танковых войск Плиев, Исса Александрович, (09.05.1943)
- гвардии генерал-майор танковых войск Кириченко, Иван Фёдорович, (00.06.1944 -)
- гвардии генерал-майор танковых войск Синенко, Максим Денисович, ( 00.09.1944 - 00.03.1945)
- гвардии генерал-майор танковых войск Заев, Дмитрий Иванович, (05.02.1945 - 16.04.1946)

2-е заместители командующего
- гвардии генерал-майор танковых войск Труфанов, Кузьма Григорьевич, (03.1943 - 00.09.1943)
- гвардии генерал-майор танковых войск Заев, Дмитрий Иванович, (15.10.1944 - 05.05.1945, врид)

### Начальники штаба
- 20.04.1943 - 24.05.1944	БАСКАКОВ Владимир Николаевич, полковник, с 07.06.1943 ген.-майор т/в
- 24.05.1944 - 12.11.1944	КАЛИНИЧЕНКО Пётр Иванович, ген.-майор т/в
- 12.11.1944 до конца войны	СИДОРОВИЧ Георгий Степанович, ген.-майор т/в

### Командующие БТ и МВ
- гвардии генерал-майор танковых войск Чупрыгин, Даниил Семёнович, (05.05.1943 - 8.1946)

### Начальникполитического отдела
- полковник, с 29.09.1943 ген.-майор Шаров, Василий Михайлович, (16.02.1943 - 22.09.1944)
- гвардии полковник	Костылев, Александр Михайлович, (22.09.1944 - 09.05.1945 )